# Фантом (фільм, 2013)
«Фантом» (англ. Phantom) — американський трилер режисера Тодда Робінсона. 
-=СЮЖЕТ=-
Капітан Дмитро "Демі" Зубов Ед Харріс - ветеран військового флоту, що вже завершує свою кар'єру,так і не змігши виправдати надії свого легендарного батька. Ним отримане завдання від Маркова Хенріксен з невідомою секретною місією(наказ відкрити конверт з завданням лише у нейтральних водах) і можливість очолити команду свого першого човна - старої дизельної субмарини з ядерним зарядом на борту. Через старі помилки, зроблені під час його(Зубова) служби в минулому, в результаті зіткнення та пожежі, загинуло шість членів його екіпажу,тож ця місія буде його останнім призначенням і його єдиною і останньою можливістю командувати цим човном,взагалі. Демі перериває вечірку, в якій бере участь його екіпаж, у тому числі Олексій Козлов Фіхтнер - його майбутній старпом, який мав великий досвід. Однак, як тільки Демі прибуває в порт, щоб очолити свою команду в секретній місії, присутній агент КДБ на чолі з агентом Бруні Духовни,зловмисно починає змінювати цілі місії,що дуже бентежить Демі та Козлова. Крім того, Марков чинить самогубство у своєму кабінеті під час виходу підводного човна у відкрите море.
Демі та Козлов бояться Бруні та його людей і незабаром з'ясовують свою місію: використовуючи пристрій, відомий як Phantom,який надає можливість змінювати акустичний підпис корабля, щоб вони здавалися цивільним торговим судном, або будь-якими іншими кораблями. Після демонстрації Демі запитує Бруні про пристрій і справжні цілі місії. Незабаром після цього Бруні віддає наказ своїм людям взяти Демі з кількома членами екіпажу під варту. Врешті-решт Бруні демонструє Демі, що він і його товариші є негідниками, а тут, вони не за наказом радянського уряду. Він пояснює, що військові США розпочали секретну програму "Dark Star", яка зробить США невразливими для ядерних ракет Радянського Союзу, тож він і його співробітники бояться за безпеку своєї батьківщини, якщо будуть реалізовані ядерні можливості США,а їхній план полягає в тому, щоб почати ядерну війну між Сполученими Штатами та Китаєм, маскуючи корабель,як китайське судно та запустивши ядерну ракету на американськомий флот Мідвей. Після того, як Демі відмовляється співпрацювати, він і ті, хто йому вірний,закриваються на кораблі, де Демі пояснює свої минулі невдачі і пояснює, як він почав страждати від нападів епілепсії через травму головного мозку після того, як він зазнав струсу від фатального зіткнення його судна з субмариною Маркова.
Демі, Козлов та відданний їм екіпаж намагаються виконати план, який в кінцевому підсумку поверне корабель під командування капітана і попередить інший радянський підводний човен, що вони знаходяться в скрутній ситуації. Два інших члени екіпажу, Тиртов Flanery і Саша Грей-Стенфорд, намагаються відключити ядерний заряд від ракети-носія. Врешті-решт, відбувається перестрілка,через яку гинуть багато людей Демі та Бруні. Підводний човен,внаслідок атаки іншого радянського човна,сильно пошкоджений торпедами тоне на дні океану. Екіпаж починає дихати отруйними парами,утвореними сумішшю морської води та акумуляторної кислоти,а Алекс,вдягнувши водолазний скафандр, відправляється за порятунком для решти екіпажу. Бруні пояснює Демі, що він був членом екіпажу того човна,де сталася пожежа, і що він був тією людиною,якій Демі наказав задраїти люк,щоб обмежити шлях вогню,але залишаючи своїх товаришів на загибель.
Врешті-решт,з'являється рятувальний підрозділ і всі члени екіпажу, у тому числі Демі, зустрічаються на палубі човна. З сусіднього дока,йдуть дружина і дочка Демі та віддають шану його вчинку, а Олексій, тепер капітан, віддає честь своєму колишньому командуючому. Потім з'ясовується, що Демі та його люди, дивлячись з палуби субмарини, є примарами,що спостерігають за цим з загробного життя.
Фільм заснований на реальних подіях,які мали місце,коли під час холодної війни радянська субмарина з ядерними боєголовками на борту "заблукала" у берегів США.

## Ролі
- Ед Харріс
- Девід Духовни
- Вільям Фіхтнер
- Ленс Хенріксен
- Джонатон Шек
- Джейсон Бех
- Шон Патрік Фланері
- Дагмара Домінчик
- Дерек Магіяр
- Фленері Джейсон